# Cupressus dupreziana
Cupressus dupreziana är en cypressväxtart som beskrevs av Aimée Antoinette Camus. Cupressus dupreziana ingår i släktet cypresser, och familjen cypressväxter. IUCN kategoriserar arten globalt som starkt hotad.

## Underarter
Arten delas in i följande underarter:
- C. d. atlantica
- C. d. dupreziana

## Bildgalleri

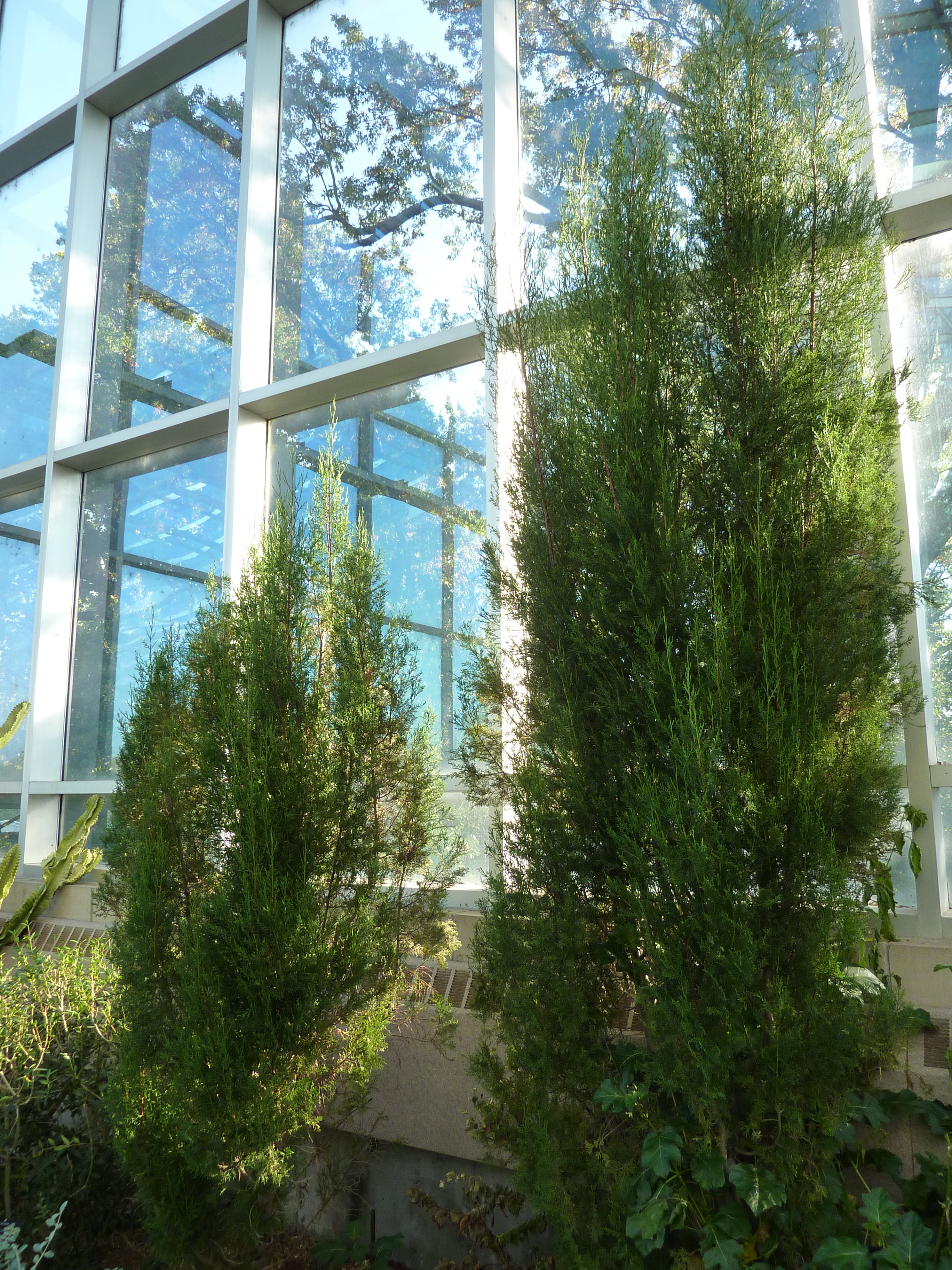